# Рудов (район Берлина)
Рудов (нем. Rudow, МФА: [ˈʁuːdoː]) — район в берлинском административном округе Нойкёльн. Первое упоминание деревни Рудов датируется 1237 годом. В 1920 году Рудов вместе с близлежащими деревнями Букков, Бриц и городом Нойкёльн был присоединён к «Большому Берлину» в составе нового округа Нойкёльн. В 1972 году открыта станция метро «Рудов» (линия U7). В 2002 году из районов Бриц, Букков и Рудов был выделен отдельный район Гропиусштадт.

## Достопримечательности

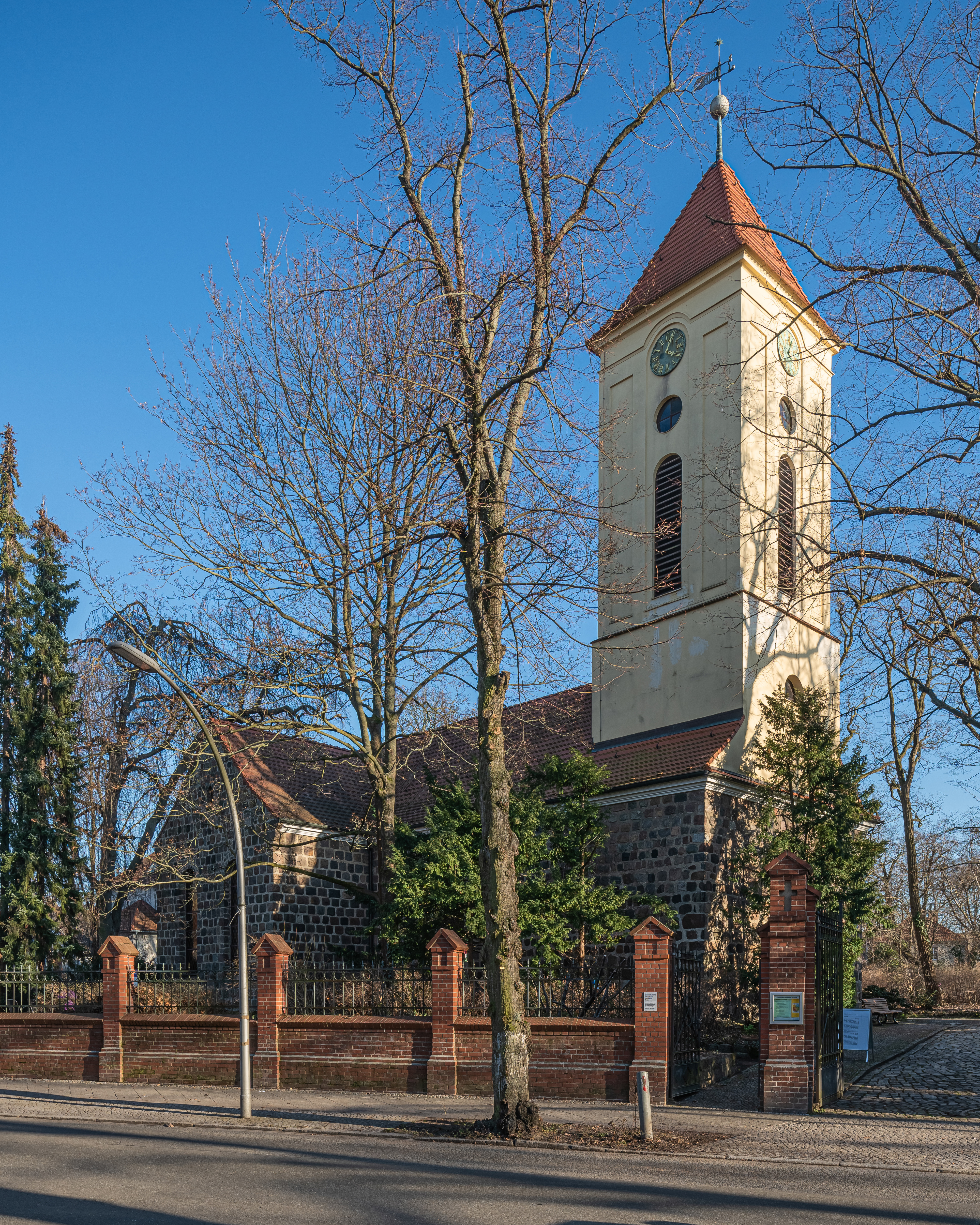
Деревенская церковь
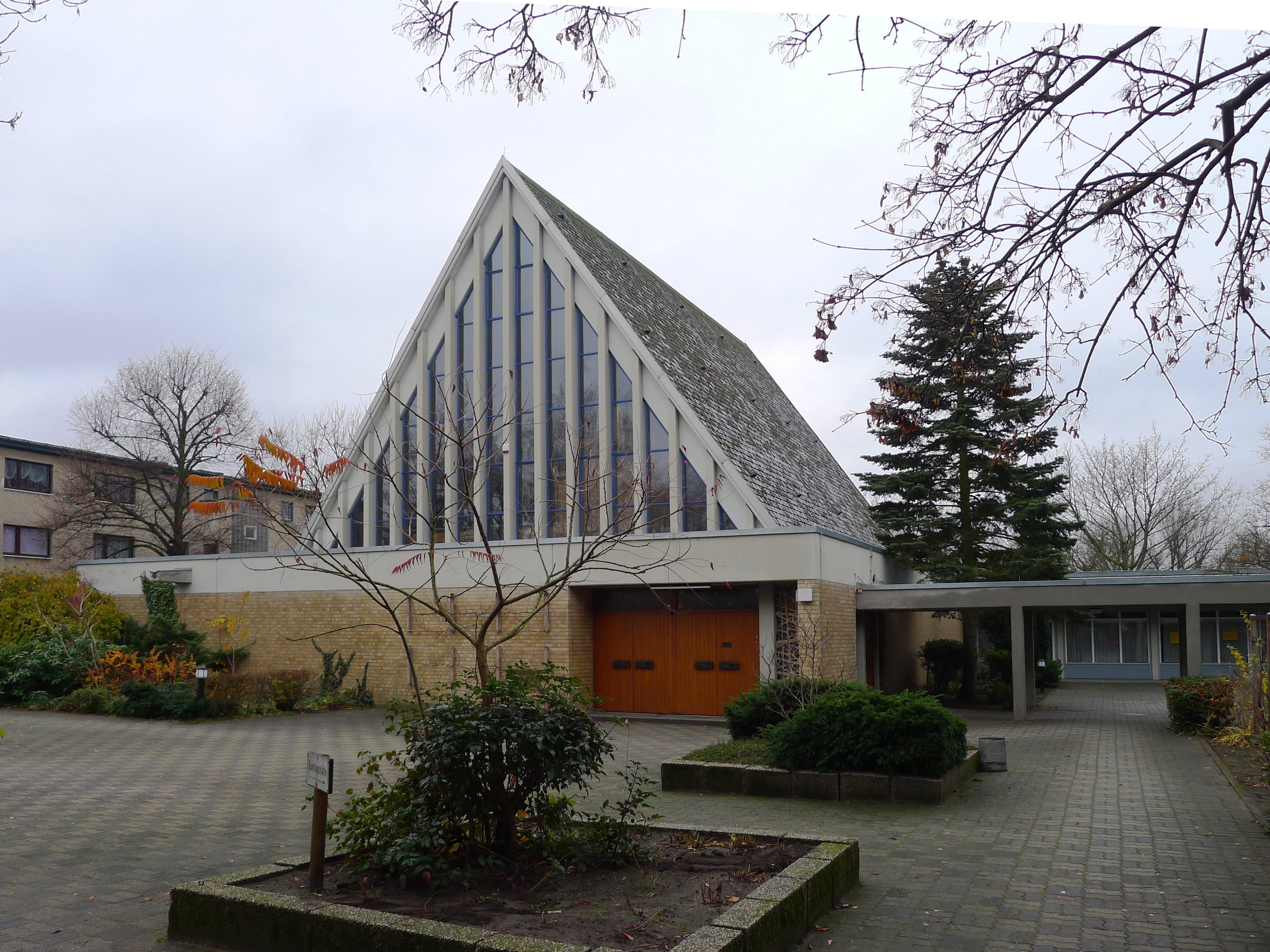
Церковь Святого Йозефа
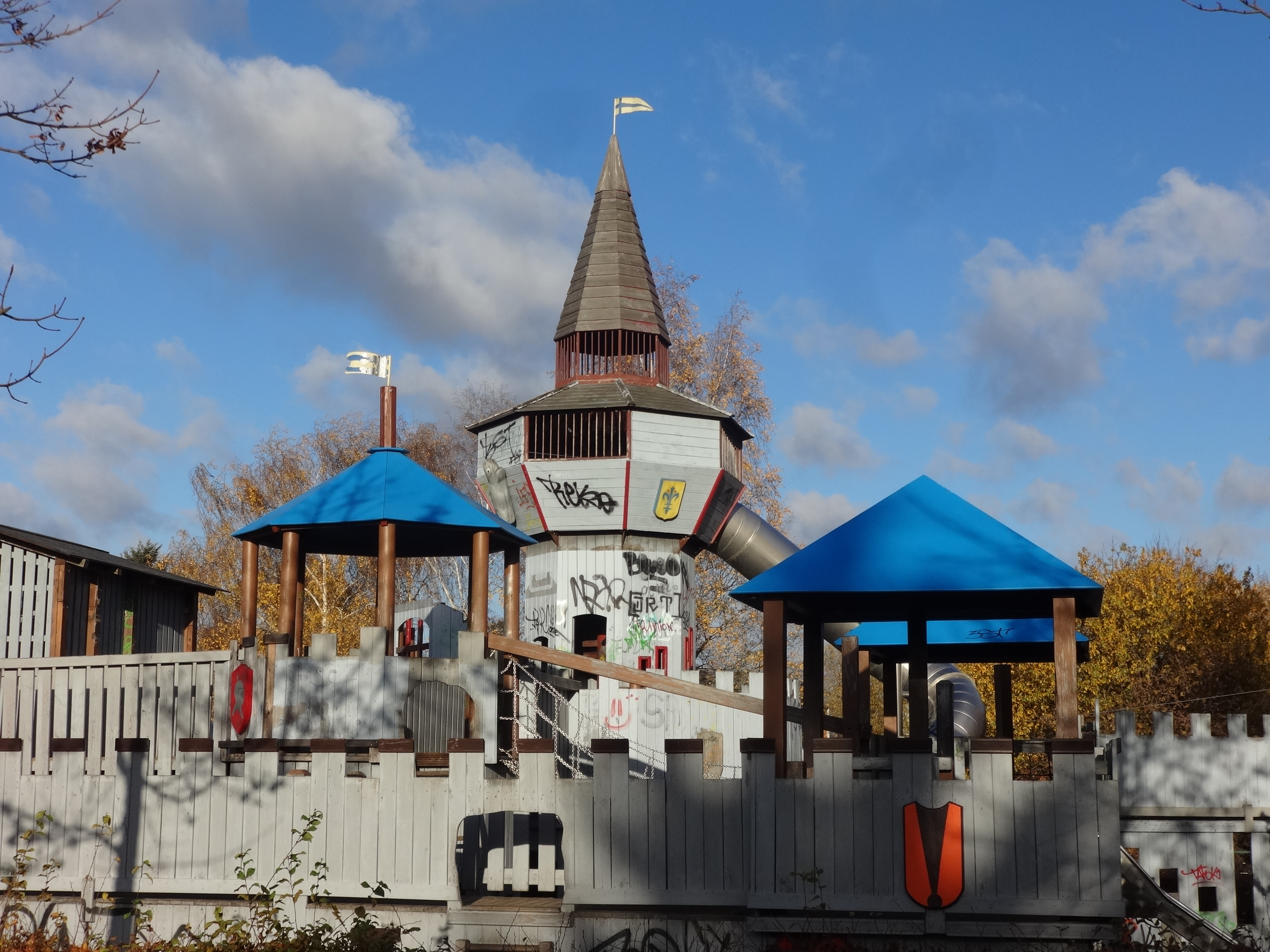
Нордпарк Рудов